# Società Sportiva "Armando Casalini" 1939-1940
Questa voce raccoglie le informazioni riguardanti la Società Sportiva "Armando Casalini" nelle competizioni ufficiali della stagione 1939-1940.

## Rosa
| N. |                   | Ruolo | Calciatore        |
| -- | ----------------- | ----- | ----------------- |
|    | Italia (bandiera) | D     | Giovanni Altolini |
|    | Italia (bandiera) | C     | Ernesto Balzarini |
|    | Italia (bandiera) | A     | Bruno Besutti     |
|    | Italia (bandiera) | A     | Bruno Bianchi     |
|    | Italia (bandiera) | A     | Luigi Biolghini   |
|    | Italia (bandiera) | A     | Gino Bonzi        |
|    | Italia (bandiera) | C     | Pietro Camisaschi |
|    | Italia (bandiera) | C     | Battista Cavalli  |
|    | Italia (bandiera) | D     | R. Cavallari      |
|    | Italia (bandiera) | C     | Giosuè Chitò      |
|    | Italia (bandiera) | A     | Giovanni Correnti |
|    | Italia (bandiera) | D     | Domenico Damonti  |
|    | Italia (bandiera) | P     | Luigi Facconi     |
|    | Italia (bandiera) | D     | Mario Ferrari     |

| N. |                   | Ruolo | Calciatore           |
| -- | ----------------- | ----- | -------------------- |
|    | Italia (bandiera) | D     | Mentore Ferrari      |
|    | Italia (bandiera) | A     | L. Ferraresi         |
|    | Italia (bandiera) | A     | Giovanni Grendene    |
|    | Italia (bandiera) | D     | Eugenio Lechi        |
|    | Italia (bandiera) | P     | Emilio Medola        |
|    | Italia (bandiera) | P     | C. Mottes            |
|    | Italia (bandiera) | A     | Amleto Peroni        |
|    | Italia (bandiera) | C     | Erminio Reggiani     |
|    | Italia (bandiera) | D     | Ferdinando Renaldini |
|    | Italia (bandiera) | A     | Giovanni Salvati     |
|    | Italia (bandiera) | A     | Modesto Squassoni    |
|    | Italia (bandiera) | A     | Guerrino Villotti    |
|    | Italia (bandiera) | A     | M. Ziletti           |
|    | Italia (bandiera) | C     | Serafino Ziletti     |